# Nyctixalus pictus
Nyctixalus pictus es una especie de anfibios anuros de la familia Rhacophoridae que habita en Brunéi, Indonesia (Borneo y Sumatra), Malasia, Filipinas, Singapur y Tailandia.
La principal amenaza a su conservación es la pérdida de su hábitat natural debido a la agricultura y la tala maderera.